# Yaya Diomandé
Yaya Diomandé est un écrivain ivoirien né le 18 décembre 1990 à Man. Avec son premier roman Abobo Marley, il est lauréat du prix Voix d’Afriques,,,,,,,.